# Индийско-ивуарийские отношения
Ивуарийско-индийские отношения — двусторонние дипломатические отношения между Кот-д’Ивуаром и Индией. Страны являются членами Организации Объединённых Наций (ООН). Отношения значительно расширились в последние годы, поскольку Индия стремится к развитию обширного коммерческого и стратегического партнерства в регионе Западной Африки. Дипломатическое представительство Индии в Абиджане было открыто в 1979 году. Кот-д'Ивуар открыл постоянное представительство в Нью-Дели в сентябре 2004 года. Обе страны в настоящее время активизируют усилия по увеличению торговли, инвестиций и экономического сотрудничества.

## Торговля
Добыча нефти в Кот-д'Ивуаре составляет более 60 000 баррелей в день. Индийская компания Oil and Natural Gas Corporation инвестировала 12 миллионов долларов США в разведку нефтяных месторождений в этом регионе.

## Дипломатические отношения
Стремясь расширить экономическое влияние, Индия в 2004 году выступила с инициативой под названием «Технико-экономический подход к движению Африка-Индия» вместе с восемью богатыми энергоресурсами и ресурсами странами Западной Африки, включая Кот-д'Ивуар, Сенегал, Мали, Гвинея-Бисау, Гана и Буркина-Фасо. По данным министерства иностранных дел Индии, эта инициатива была частью более широкой политики по привлечению слаборазвитых, но богатых ресурсами стран Западной Африки, которым для развития инфраструктуры требовались как недорогие технологии, так и инвестиции. В частности, Индия все больше хочет играть важную роль в оказании помощи Кот-д'Ивуар и другим странам Западной Африки и более эффективно направлять свои энергетические ресурсы.
В январе 2009 года Кот-д'Ивуар вручил высшую награду государственному министру иностранных дел Индии Ананду Шарме. Заместитель министра иностранных дел Индии Ананда Шарма в сопровождении посла Шаммы Джейна и высокопоставленной делегации обсудил весь спектр вопросов во время визита в Кот-д'Ивуар с президентом Лораном Гбагбо, включая реформу ООН, расширение Совета Безопасности ООН и изменение мировой финансовой системы. Кот-д'Ивуар решительно осудил теракты в Мумбаи в 2008 году и силы, стоящие за ними, и подтвердил свою солидарность с Индией в её борьбе с терроризмом. Президент Лоран Гбагбо подтвердил, что его правительство высоко оценивает лидирующую роль Индии, её экономическую мощь и, прежде всего, готовность поделиться своими знаниями, технологиями и опытом развития с африканскими странами. На этом фоне, жестом, подчеркивающим особые связи с Индией, президент Лоран Гбагбо вручил высшую гражданскую награду страны Национальный орден Республики Кот-д’Ивуар в знак признания особой роли министра иностранных дел Индии в укреплении отношений с Кот-д'Ивуаром и другими африканскими странами.